# Dispilió

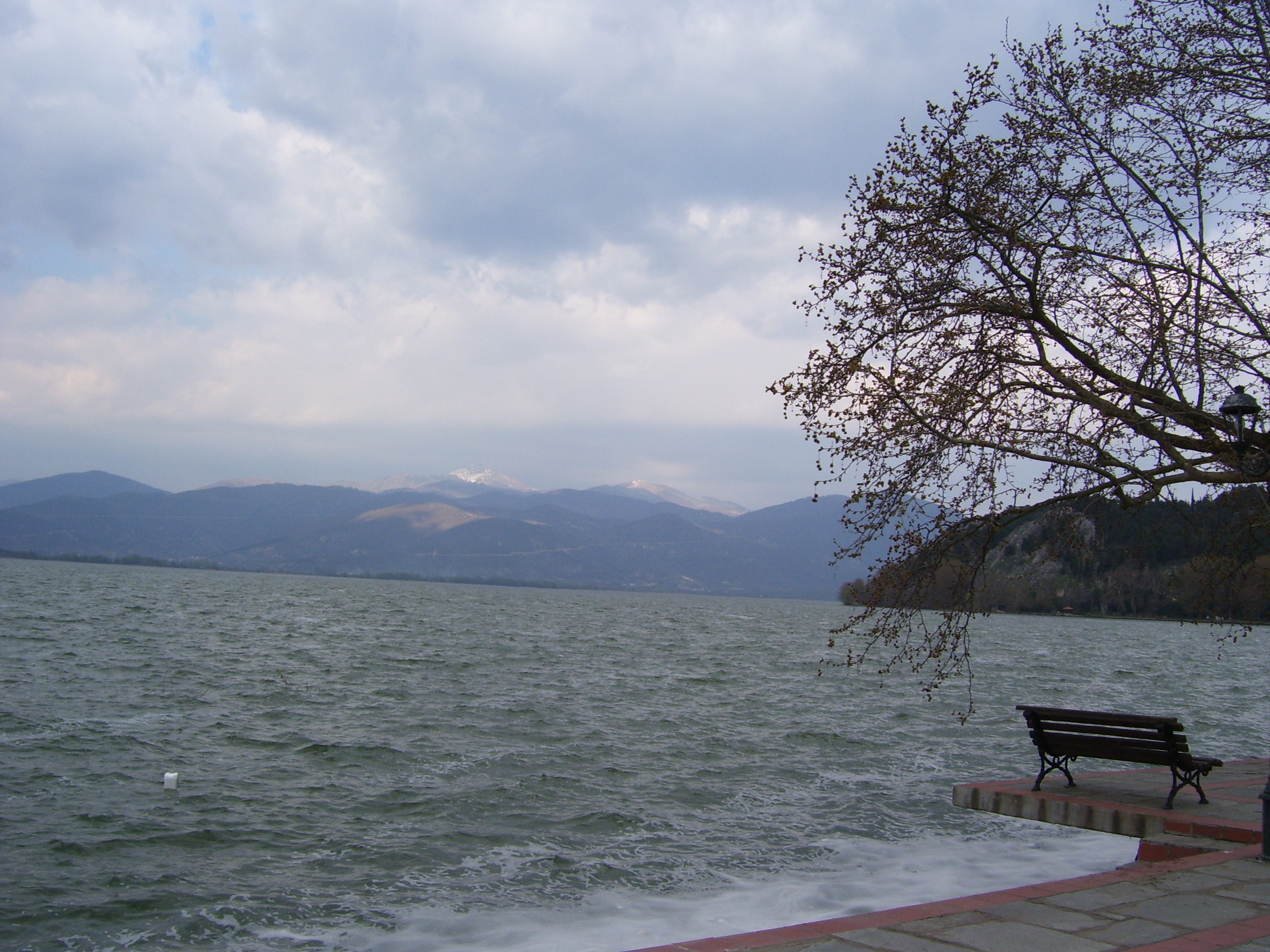
Lago Orestiada.

Dispilió (en griego: Δισπηλιό; en búlgaro: Дупяк, Dupyak) es un sitio arqueológico que contiene restos de un asentamiento neolítico a orillas del lago Orestiada, el cual ocupaba una isla artificial, cerca de la localidad moderna de Dispilió en la unidad periférica de Kastoriá, Macedonia Occidental, Grecia.
El asentamiento fue descubierto durante el invierno seco de 1932, cuando bajó el nivel del lago y reveló restos del asentamiento. El arqueólogo Antonios Keramopoulos realizó una investigación preliminar en 1934. Las excavaciones comenzaron en 1992, bajo la dirección de Giorgos Chourmouziadis, profesor de arqueología prehistórica en la Universidad Aristóteles de Salónica. Los detalles sobre el medio ambiente, la botánica, las técnicas de pesca, las herramientas y cerámica del sitio fueron publicados de manera informal en el número de junio de 2000 de Επτάκυκλος, una revista de arqueología griega y por Chourmouziadis en 2002. Una recreación de los habitantes del asiento fue erigida cerca del sitio para atraer turista de Grecia y del extranjero.
El sitio parece haber estado ocupado durante un largo período, desde las etapas finales del Neolítico Medio (5600-5000 a. C.) hasta el final del Neolítico (3000 a. C.). Una serie de artículos fueron encontrados, incluyendo cerámica, elementos estructurales de madera, semillas, huesos, figuras, adornos personales, flautas (una de ellas se remonta al VI milenio a. C., la más antigua jamás encontrada en Europa) y lo que parece ser el descubrimiento más significativo, la tabla de Dispilió.